# Єстая
Єста́я (каз. Естай) — село у складі Актогайського району Павлодарської області Казахстану. Входить до складу Муткеновського сільського округу.
Населення — 57 осіб (2021; 125 у 2009, 315 у 1999, 354 у 1989).
Національний склад станом на 1989 рік:
- казахи — 100 %.

Станом на 1989 рік село називалось Єстай, у радянські часи називалось також Інтимак.